# Act of Defiance
Act of Defiance est un groupe américain de heavy metal, originaire de Los Angeles, en Californie, actif entre 2014 et 2019.

## Histoire
Le groupe est formé en 2014 par le guitariste Chris Broderick et le batteur Shawn Drover de Megadeth après qu'ils ont tous deux démissionné du groupe le même jour,, le chanteur Henry Derek (ex-Scar the Martyr et ex-Thrown into Exile) et le bassiste Matt Bachand (guitariste de Shadows Fall et actuel bassiste de Living Wreckage). En 2019, le guitariste Chris Broderick rejoint In Flames en tant que membre de la tournée. Pendant la durée de la pandémie de Covid-19, Act of Defiance reste inactif. Lors d'une interview en juillet 2023, Shawn Drover déclare que le groupe avait pris fin au moment où Chris Broderick a rejoint In Flames en tant que membre permanent.

## Membres
- Henry Derek - chant (2014–2019)
- Chris Broderick - guitares, chœurs (2014–2019)
- Matt Bachand - basse, chœurs (2014–2019)
- Shawn Drover - batterie, percussions (2014–2019)

## Discographie

### Albums studio
- 2015 : Birth and the Burial (6e des Billboard Heatseekers Albums[4] ; vendu à plus de 3 200 exemplaires[5])
- 2017 : Old Scars, New Wounds

### Clips
- 2015 : Throwback
- 2015 : Refrain and Re-Fracture
- 2015 : Legion of Lies
- 2017 : M.I.A
- 2017 : Overexposure
- 2017 : The Talisman